# Phil Margera
Philip Jr Ron "Phil" Margera (Concordville, Pennsylvania den 13. juli 1957) er en amerikansk medie personlighed. Han er bedst kendt for sin gæst optrædener i MTV-serien Viva La Bam og Bam's Unholy Union. I de seneste var han aktiv i programmerne CKY og Jackass. Han er far til Bam og Jess Margera. Han er gift med April. Vincent er bror til Phil.
Phil Margera er af italiensk afstamning og tidligere bager. I øjeblikket arbejder han som revisor. Tidligt i sin karriere har han vejet 160 pounds.